# Kustodie (Hochschule)
Die Kustodie (von lateinisch custodia: Bewachung, Bewahrung) ist die Abteilung zur Pflege der historischen Sammlungen einer Hochschule.

## Aufgaben
Die Aufgabe einer Kustodie besteht in der Bewahrung des kunst- und wissenschaftshistorischen Besitzes einer Hochschule. Diese umfasst die Recherche nach erhaltungswürdigen Objekten sowie das Bergen, Sichern, Restaurieren, Katalogisieren und Bereitstellen von Sammlungsgegenständen. Hierzu gehören insbesondere Kunstwerke, medizinhistorische Geräte sowie naturwissenschaftliche, technische und musikalische Instrumente. Für besondere Gebäude und Denkmäler können auch denkmalpflegerische Aufgaben in den Bereich der Kustodie fallen. Zur Sichtbarmachung der Ergebnisse gehören Führungen durch ihre Bestände oder deren Vorstellung in Vorträgen und Publikationen. Dadurch erfüllen Kustodien neben ihrem konservatorischen Auftrag auch eine universitäre Forschungs- und Lehrfunktion.

## Organisation
Kustodien werden auf Basis älterer Sammlungen seit den 1970er Jahren als eigenständige akademische Institutionen eingerichtet. Älteste Einrichtungen in Deutschland sind die Kustodien zu Berlin und Dresden. Sie sind Stabsstellen der jeweiligen Hochschule. Der Leiter einer Kustodie wird Kustos genannt und ist ein Hochschulbeamter. Er wird von wissenschaftlichen Mitarbeitern und weiteren Mitarbeitern unterstützt.

## Kustodien einzelner Hochschulen
- Kunstsammlung der Universität Leipzig